# Poslední rodina
Poslední rodina, v polském originále Ostatnia rodzina, je polské životopisné drama z roku 2016 režiséra Jana P. Matuszyńskeho. Film, podle scénáře Roberta Bolesta, vypráví o rodině Beksińských: malíři Zdzisławovi, jeho ženě Zofii a jejich neurotickém synovi Tomkovi. Hlavní role ztvárnili Andrzej Seweryn, Dawid Ogrodnik a Aleksandra Konieczna.
Poslední rodina byla většinou kladně hodnocena kritiky, kteří ocenili herecké výkony a důraz na obyčejný život rodiny Beksińských. Film byl oceněn Zlatými lvy a Polskou filmovou cenou za nejlepší scénář. Herec Andrzej Seweryn, představitel Zdzisława za svůj výkon získal cenu na Mezinárodním filmovém festivalu v Locarnu.
V Polsku měl film premiéru dne 30. září 2016. Do českých kin jej vybrali diváci evropského projektu Scope100. Oficiální česká premiéra v kinech proběhla 11. května 2017.

## O filmu
Film vypráví příběh rodiny Beksińských. Příběh filmu začíná v roce 1977, kdy se Tomasz Beksiński přestěhuje do bytu ve Varšavě nedaleko svých rodičů. Malíř Zdzisław Beksiński žije se svou ženou Zofií, svou matkou a matkou Zofie. Vztahy mezi jednotlivými hrdiny jsou intenzivní a bouřlivé. Zdzisław Beksiński, jeden z nejvýznamnějších polských malířů 20. století, vytvářel fantastické obrazy plné hrůzy a tajemného obsahu. Proslavila jej také inteligence, smysl pro humor a láska k novým technologiím. Jeho syn Tomasz „Tomek“ Beksiński byl hudebním novinářem, rozhlasovým moderátorem a překladatelem filmů. Tomek byl neurotický a impulzivní, několikrát se pokusil o sebevraždu. Zofia Beksińska, malířova manželka a Tomkova matka, se starala o dům, byla spojovacím prvkem celého příběhu, udržovala rodinu pohromadě a vždy se o svého syna bála. Osudy tří hrdinů slouží jako univerzální portrét rodiny, ukazující všechna její utrpení, vzestupy, pády, problémy, ale také lásku a péči.

## Obsazení
| Andrzej Seweryn      | Zdzisław Beksiński (český dabing: Viktor Preiss)                                                    |
| Aleksandra Konieczna | Zofia Beksińska (český dabing: Taťjana Medvecká)                                                    |
| Dawid Ogrodnik       | Tomasz „Tomek“ Beksiński, syn Zdzisława a Zofie (český dabing: Kryštof Hádek)                       |
| Andrzej Chyra        | Piotr Dmochowski (český dabing: Libor Hruška)                                                       |
| Zofia Perczyńska     | Stanisława Beksińska, matka Zdzisława (český dabing: Růžena Merunková)                              |
| Danuta Nagórna       | Stanisława Stankiewicz, matka Zofie (český dabing: Libuše Švormová)                                 |
| Alicja Karluk        | Patrycja (český dabing: Jana Kotrbatá)                                                              |
| Magdalena Boczarska  | Ewa (český dabing: Petra Nesvačilová)                                                               |
| Agnieszka Michalska  | Helena (český dabing: Týna Průchová)                                                                |
| Adam Szyszkowski     | Jan Nowak (český dabing: Alexandr Postler)                                                          |
| Elżbieta Karkoszka   | starší žena (český dabing: Jana Hermachová)                                                         |
| Wojciech Jagielski   | hrál sám sebe (archivní záznam vysílání Večer s upírem na programu RTL 7) (český dabing: Jan Teplý) |
| Marek Niedźwiecki    | hrál sám sebe (hlas v polském rádiu Program III)                                                    |

## Recenze

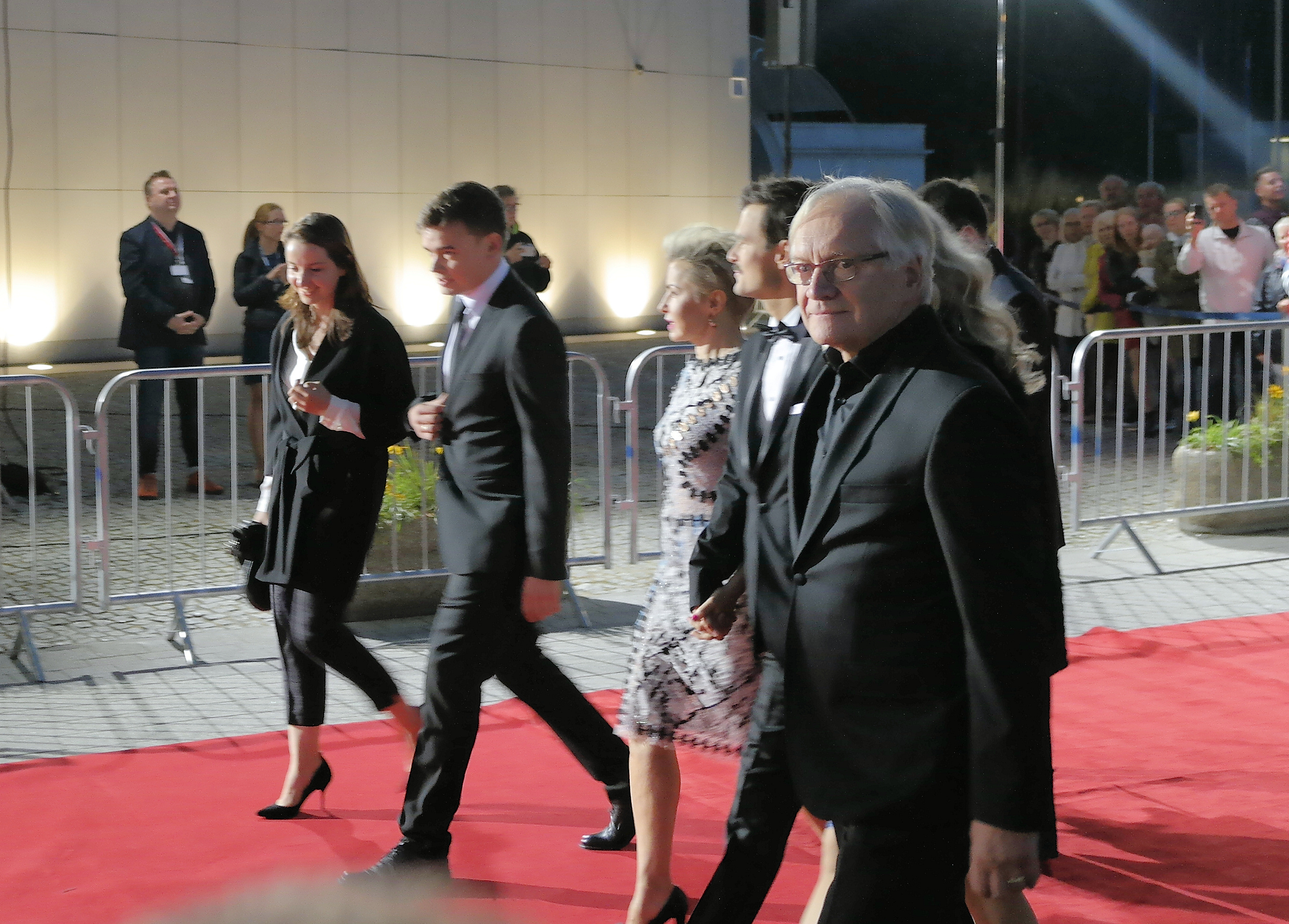
Hlavní herci s režisérem Matuszyńskim na červeném koberci na filmovém festivalu v Gdyni 2016

Film získal u českých filmových kritiků velmi nadprůměrná a příznivá hodnocení:
- Mirka Spáčilová, iDNES.cz, 9. května 2017, [3]
- Jakub Brych, Pinbacker, 8. května 2017, [4]
- Marek Osvald, Kinobox, 17. května 2017, [5]

Martin Svoboda v recenzi pro Aktuálně.cz vyzdvihuje herecké výkony hlavních představitelů, scénář i propracovanou řemeslnou stránku filmu. Martin Mišúr ve své recenzi pro Cinepur zmiňuje zejména propracované záběry a působivost celého filmu. Marcel Kabát v recenzi pro Lidové noviny uvádí, že film má „fascinující atmosféru“ a též kvituje herecké výkony hlavních představitelů. Michal Šobr v recenzi pro Českou televizi mimo jiné píše, že si režisér Matuszynski „tímto oslnivým debutem nasadil laťku hodně vysoko“.